# Skruvaxsläktet
Skruvaxsläktet (Spiranthes) är ett släkte av orkidéer. Skruvaxsläktet ingår i familjen orkidéer.

## Bildgalleri

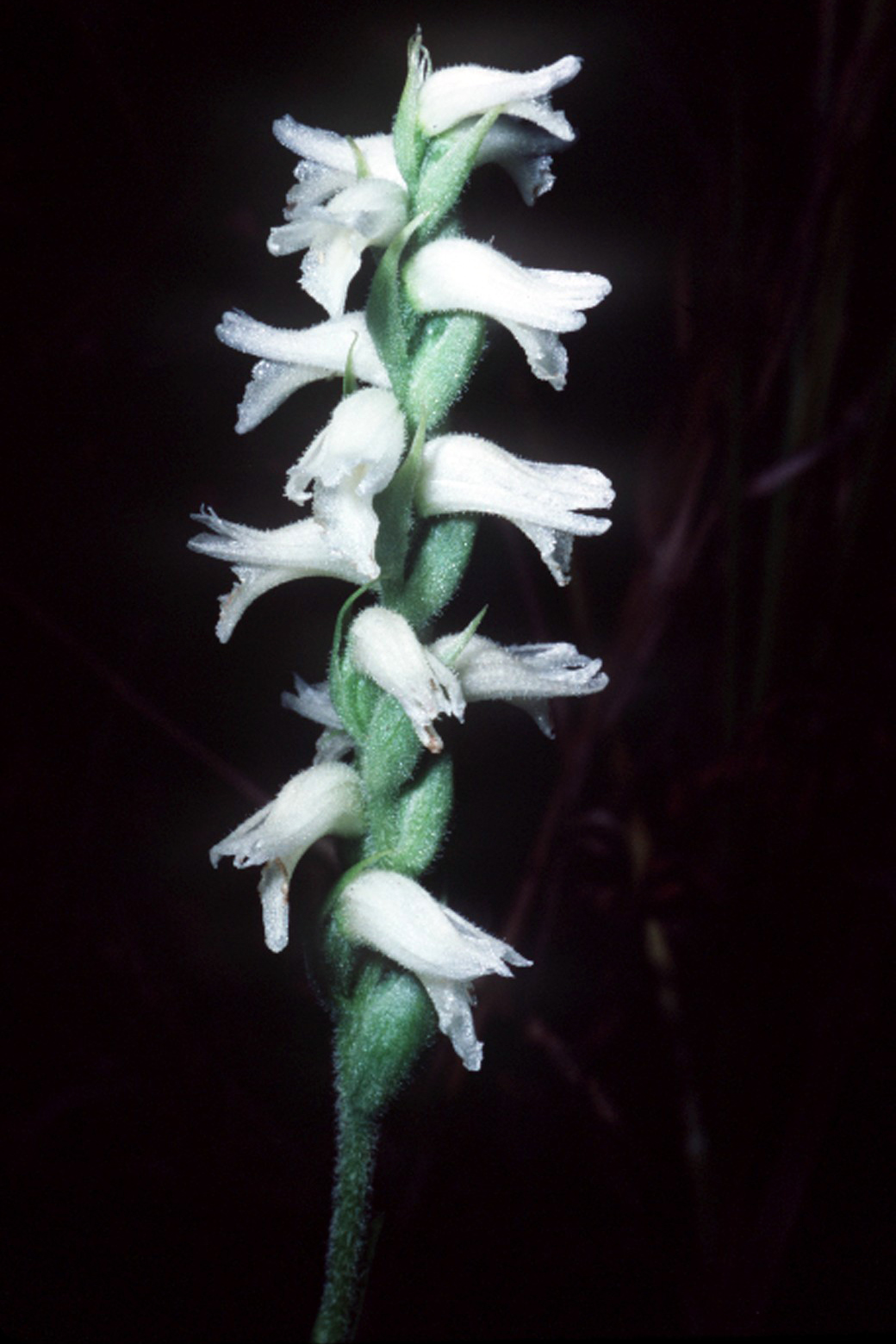
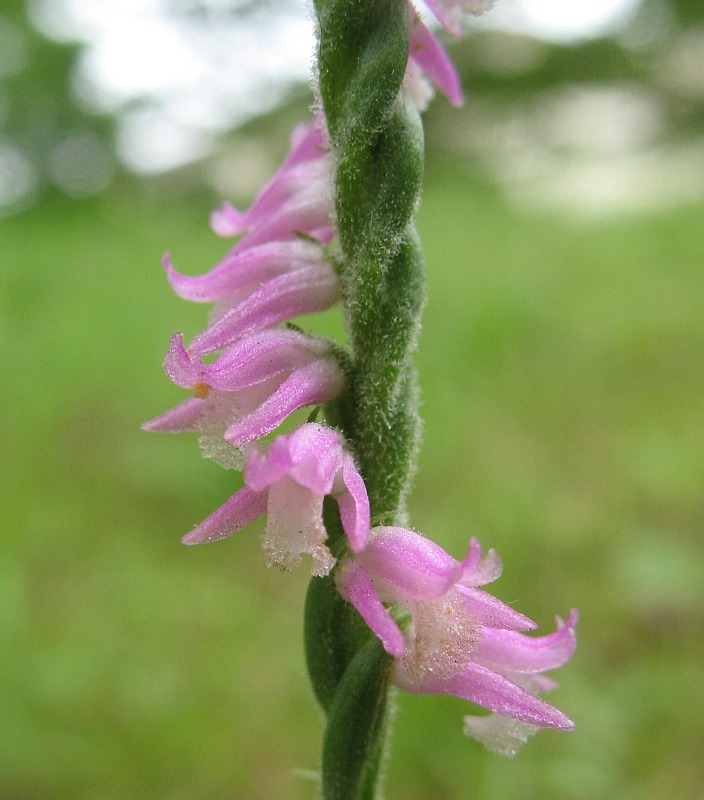
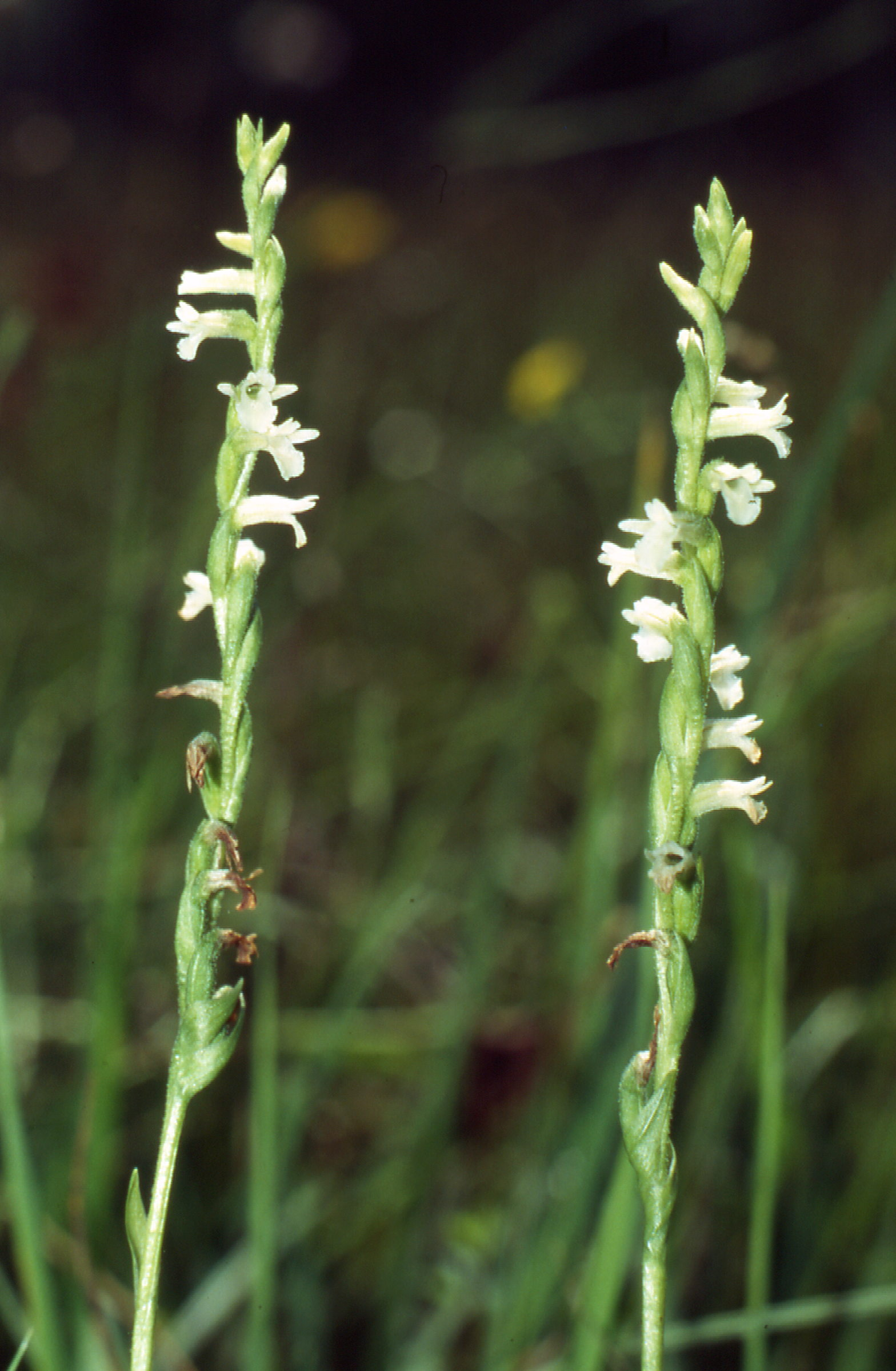
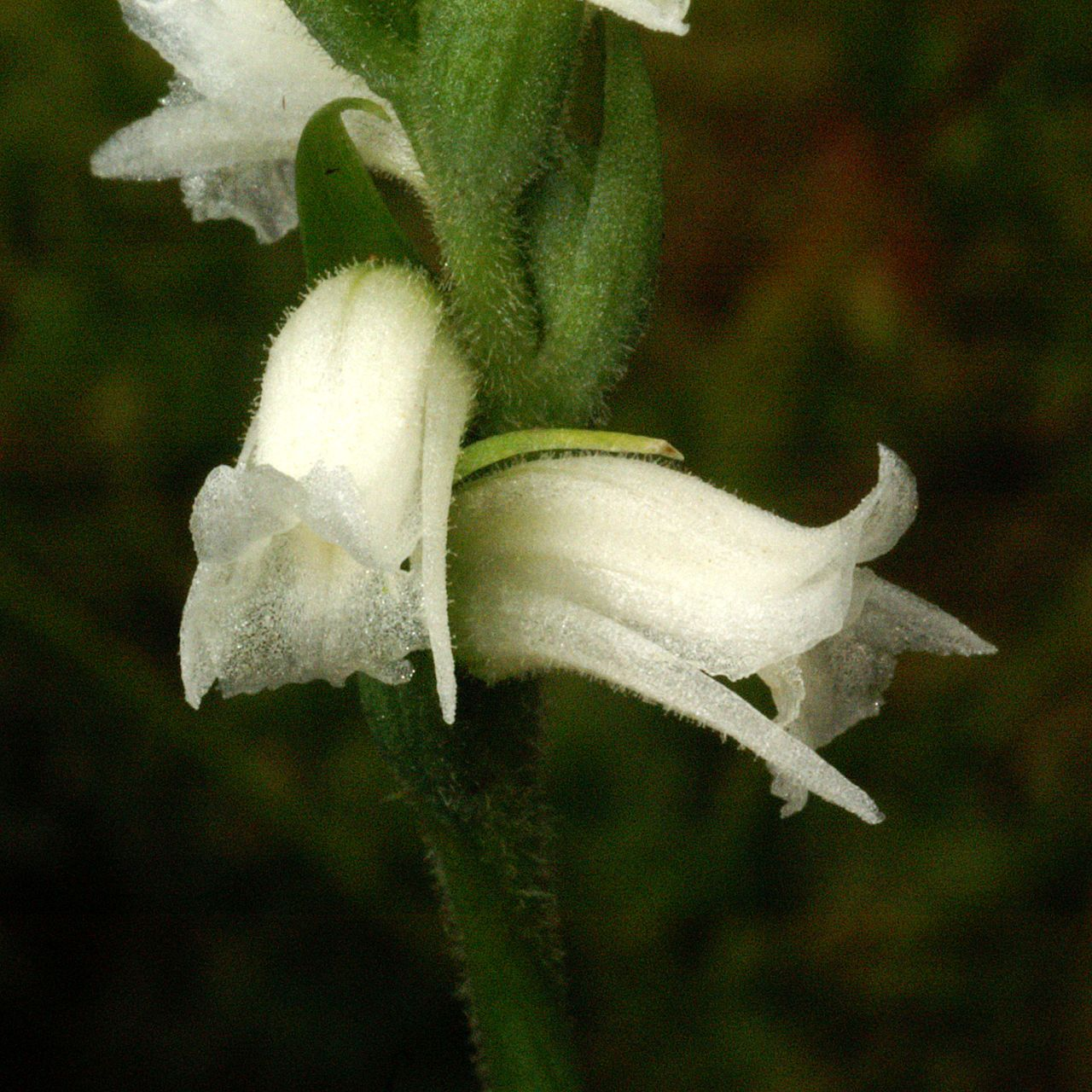
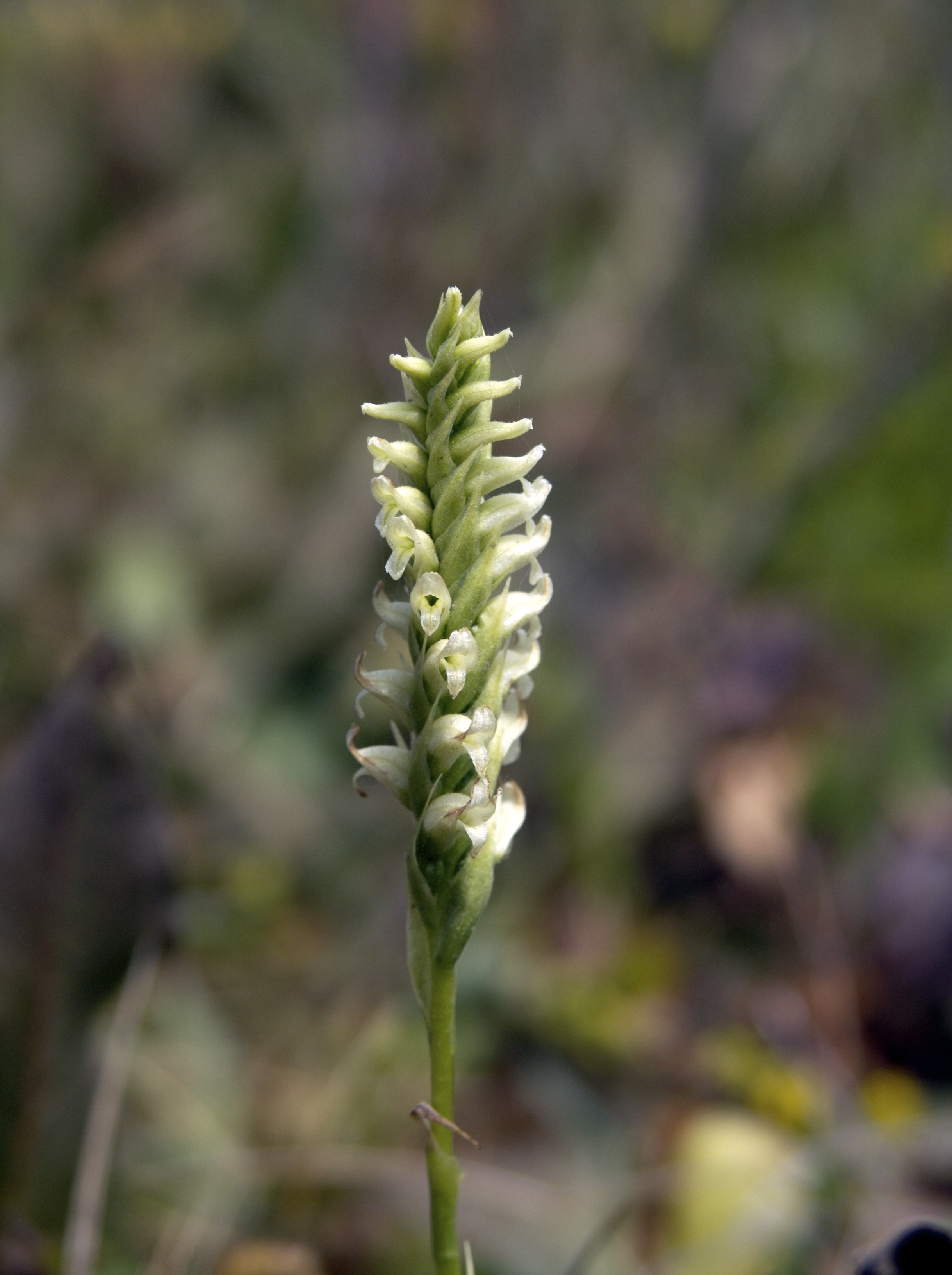
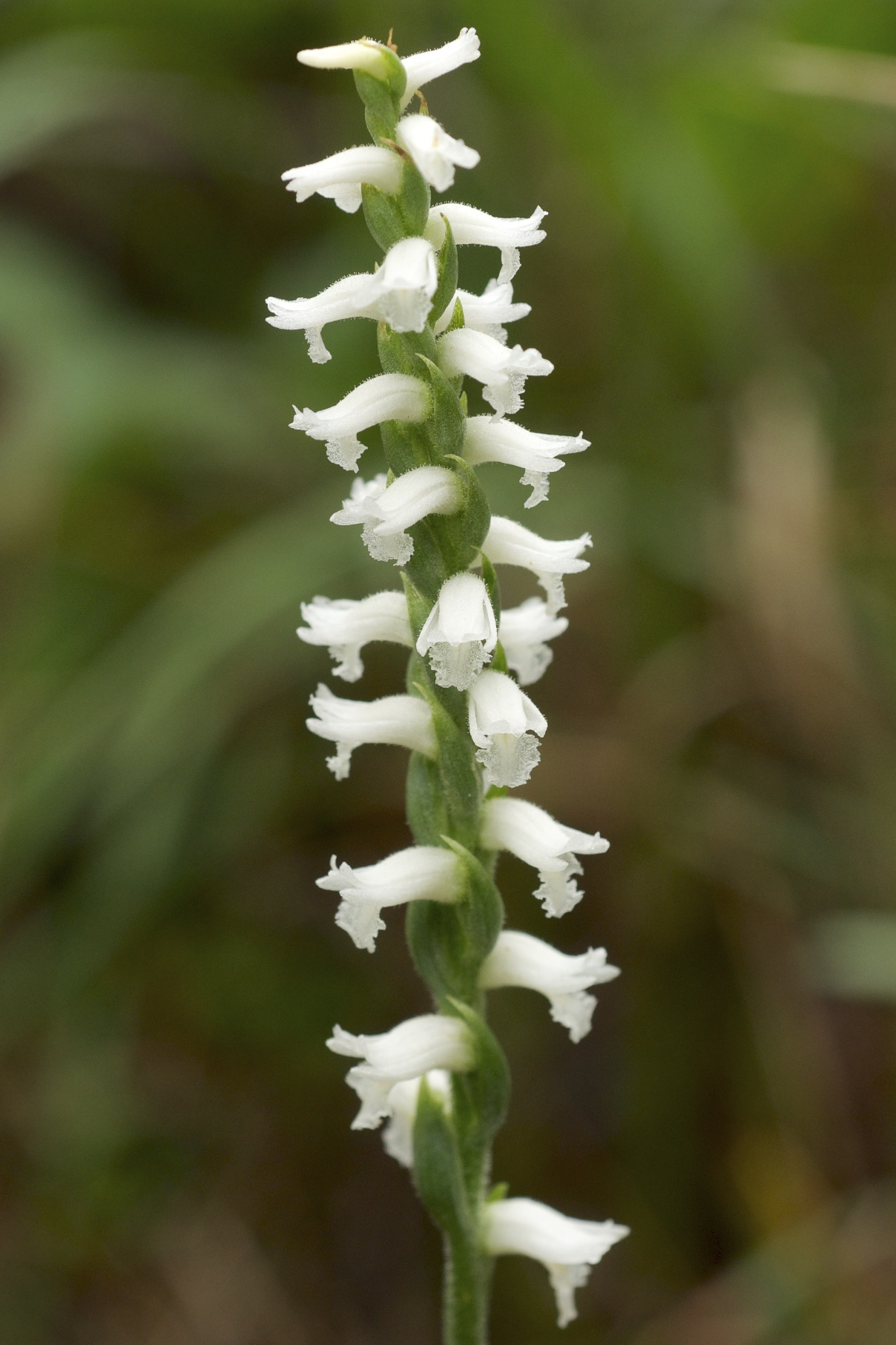

## Dottertaxa till Skruvaxsläktet, i alfabetisk ordning[1]
- Spiranthes aestivalis
- Spiranthes alticola
- Spiranthes angustilabris
- Spiranthes brevilabris
- Spiranthes casei
- Spiranthes cernua
- Spiranthes delitescens
- Spiranthes diluvialis
- Spiranthes eamesii
- Spiranthes eatonii
- Spiranthes graminea
- Spiranthes hongkongensis
- Spiranthes infernalis
- Spiranthes intermedia
- Spiranthes itchetuckneensis
- Spiranthes lacera
- Spiranthes laciniata
- Spiranthes longilabris
- Spiranthes lucida
- Spiranthes magnicamporum
- Spiranthes nebulorum
- Spiranthes ochroleuca
- Spiranthes odorata
- Spiranthes ovalis
- Spiranthes parksii
- Spiranthes porrifolia
- Spiranthes praecox
- Spiranthes pusilla
- Spiranthes romanzoffiana
- Spiranthes simpsonii
- Spiranthes sinensis
- Spiranthes spiralis
- Spiranthes stellata
- Spiranthes sunii
- Spiranthes sylvatica
- Spiranthes torta
- Spiranthes tuberosa
- Spiranthes vernalis